# Antoine Alexandre Julienne
Antoine Alexandre Julienne, Baron de Bélair, seltener Baron de Béllair (* 3. Juni 1775 in Paris; † 2. Juni 1838 in Saint-Mandé) war ein französischer Général de brigade der Infanterie.

## Leben und Wirken
Julienne entstammte einer alten Offiziersfamilie und war ein Sohn des Maréchal de camp Alexandre Pierre Julienne (1747–1819). 
Als Napoleon 1807 seinen Krieg in Spanien führte, meldete sich auch Julienne freiwillig, wurde aber zunächst an anderen Kriegsschauplätzen eingesetzt. Erst 1809 wurde er nach Spanien versetzt und kämpfte vor Valls, Talavera und Ocaña. Im darauffolgenden Jahr nahm er u. a. an der Belagerung von Ciudad Rodrigo (April/Juli 1810) teil und kämpfte in der Almonacid (11. August 1810). 
Neben einigen Belobigungen durch Napoleon wurde Julienne am 20. Juni 1809 zum Colonel und am 26. Februar 1813 zum Général de brigade befördert. 
Nach der Schlacht bei Paris und der Abdankung Napoleons unterstützte Julienne König Ludwig XVIII. Als Napoleon die Insel Elba verließ und dessen „Herrschaft der Hundert Tage“ begann, war Julienne im Département Maine-et-Loire stationiert und Stabsoffizier bei General Charles Antoine Morand. 
Nach der Schlacht bei Waterloo wurde er zur Disposition gestellt. Nachdem König Louis-Philippe I. an die Macht gekommen war und sich die politische Lage wieder beruhigt hatte, legte Julienne alle Ämter nieder und zog sich in den Ruhestand zurück. Er ließ sich in Saint-Mandé nieder und starb dort einen Tag vor seinem 63. Geburtstag.

## Ehrungen
- 9. November 1813: Grand Officier der Ehrenlegion
- 11. November 1813: Baron de l’Émpire
- 11. Oktober 1814: Chevalier des Ordre royal et militaire de Saint-Louis
- Sein Name findet sich am nördlichen Pfeiler (9. Spalte) des Triumphbogens am Place Charles-de-Gaulle (Paris).